# Catagramma lamprolensis
Catagramma lamprolensis är en fjärilsart som beskrevs av Johannes Karl Max Röber. Catagramma lamprolensis ingår i släktet Catagramma och familjen praktfjärilar. Inga underarter finns listade i Catalogue of Life.